# Nagelhof
Nagelhof (fränkisch: Noglhuf) ist ein Gemeindeteil der Stadt Spalt im Landkreis Roth (Mittelfranken, Bayern). Nagelhof liegt in der Gemarkung Fünfbronn.

## Geografie
Die Einöde liegt an der Fränkischen Rezat und am Brunnleitengraben, der dort als rechter Zufluss in die Rezat mündet. Der Ort ist allseits von bewaldeten Anhöhen umgeben. Unmittelbar südwestlich befindet sich auf einem Bergsporn der Burgstall Sandeskron. Die Staatsstraße 2223 führt der Rezat entlang nach Trautenfurt (0,8 km südöstlich) bzw. nach Hohenrad (0,3 km nordwestlich).

## Geschichte
Der Ort wurde um 1300 als „cur[ia] in Sandeschron“ erstmals urkundlich erwähnt. Dem Namen nach zu schließen war es ein Wirtschaftsgut der in der Nähe gelegenen Burg Sandeskron. 1407 gehörte Fricz Nagel das Anwesen. Seitdem heißt der Ort Nagelhof. Der Ort lag im Fraischbezirk des eichstättischen Pflegamtes Wernfels-Spalt. Grundherr des Anwesens war das Kastenamt Spalt.
Im Rahmen des Gemeindeedikts wurde Nagelhof dem 1808 gebildeten Steuerdistrikt Fünfbronn und der 1811 gegründeten Ruralgemeinde Fünfbronn zugeordnet. Im Rahmen der Gebietsreform in Bayern wurde die Gemeinde am 1. Juli 1972 nach Spalt eingegliedert.

### Baudenkmäler
In Nagelhof gibt es zwei Wohnhäuser und eine Wegkapelle, die als Baudenkmäler ausgezeichnet sind.

### Einwohnerentwicklung
| Jahr      | 001818 | 001840 | 001861 | 001871 | 001885 | 001900 | 001925 | 001950 | 001961 | 001970 | 001987 | 002018 |
| Einwohner | 15     | 12     | 9      | 12     | 16     | 10     | 14     | 9      | 4      | 4      | 9      | 5      |
| Häuser    | 3      | 3      |        |        | 2      | 2      | 2      | 2      | 2      |        | 2      |        |
| Quelle    | [ 13 ] | [ 14 ] | [ 15 ] | [ 16 ] | [ 17 ] | [ 18 ] | [ 19 ] | [ 20 ] | [ 21 ] | [ 22 ] | [ 23 ] | [ 1 ]  |

## Religion
Der Ort ist römisch-katholisch geprägt und bis heute nach St. Emmeram (Spalt) gepfarrt. Die Einwohner evangelisch-lutherischer Konfession sind nach St. Michael (Fünfbronn) gepfarrt.